# Braslou
 Braslou  ist eine französische Gemeinde mit 320 Einwohnern (Stand 1. Januar 2022) im Département Indre-et-Loire in der Region Centre-Val de Loire; sie gehört zum Arrondissement Chinon und zum Kanton Sainte-Maure-de-Touraine.

## Lage
Im östlichen Gemeindegebiet entspringt das Flüsschen Bourouse, das zur Vienne entwässert.

## Bevölkerungsentwicklung

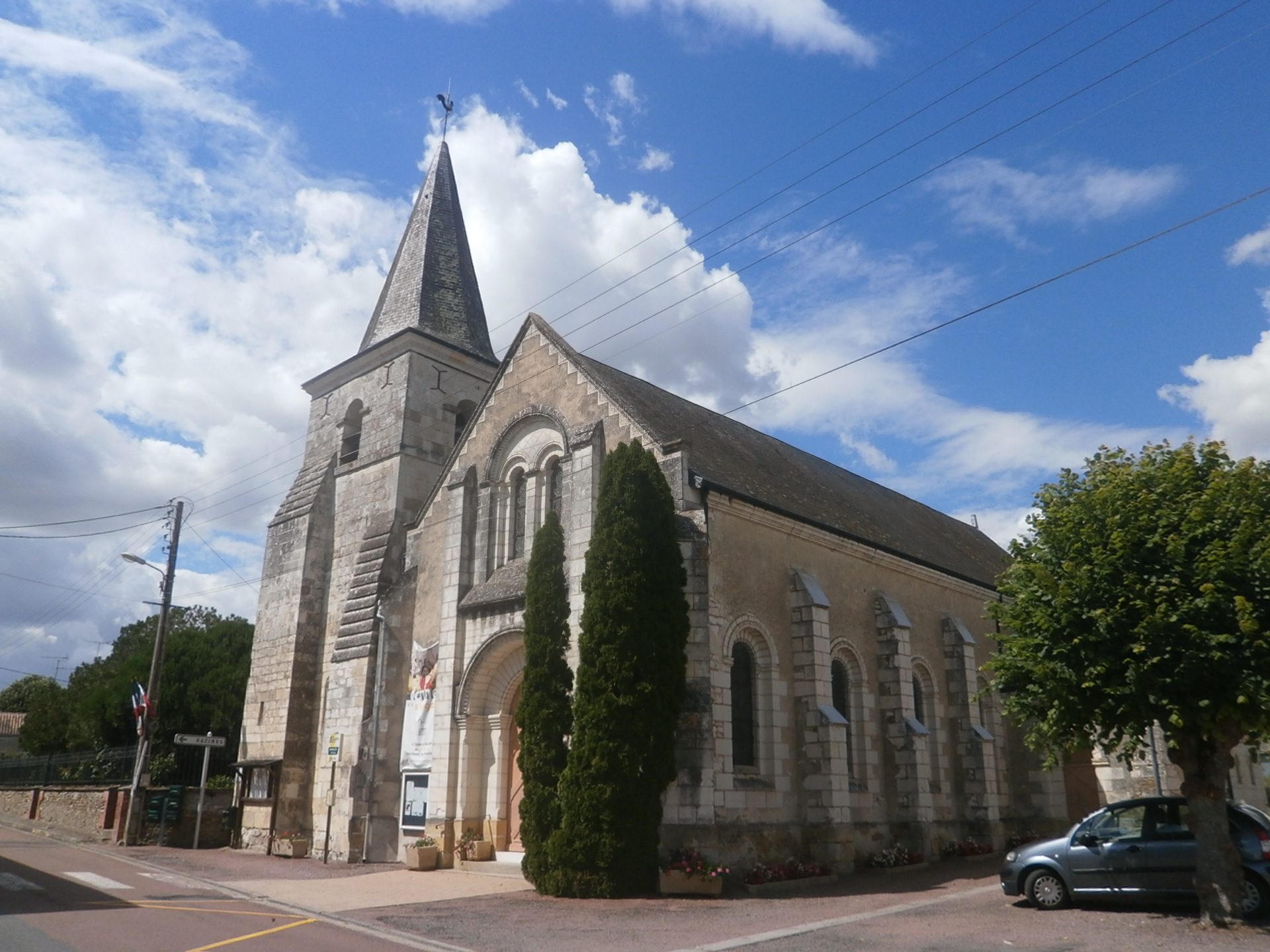
Kirche Notre-Dame

| Jahr      | 1962 | 1968 | 1975 | 1982 | 1990 | 1999 | 2007 | 2017 |
| Einwohner | 471  | 438  | 397  | 360  | 367  | 326  | 343  | 306  |